# Sabal brazoriensis
Sabal × brazoriensis ist eine Naturhybride aus der Gattung Sabal innerhalb der Palmengewächse (Arecaceae). Etwa 300 Exemplare dieser Palmenhybride wurden im südlichen Texas nachgewiesen. Sabal ×brazoriensis entstand vermutlich aus den beiden Arten Sabal minor und Sabal palmetto. Eine weitere These ist, dass Sabal ×brazoriensis aus Sabal minor und Sabal mexicana entstand.

## Beschreibung
Sabal ×brazoriensis wächst langsam und ähnelt der Sabal minor. Von anderen Sabal-Arten ist diese vor allem durch ihr sehr großes, recht flaches, kaum costapalmates Fächerblatt zu unterscheiden. Die Blattstiele sind charakteristisch am Rand scharfkantig, glatt und ungezahnt. Diese Palmenhybride kann mit seinem kräftigeren und hochwachsenderen Stamm allerdings eine Wuchshöhe von bis zu 9 Metern erreichen. Die Wedel sind fächerförmig und gleichen im Aussehen denen der Sabal minor. Nach der Blütezeit im Juni wachsen die Früchte im Spätsommer und Frühherbst. Die Früchte lassen sich durch ihre geringe Größe von Sabal minor leicht unterscheiden.
Bei der Kultivierung von Sabal x brazoriensis ist hervorgekommen, dass die Frosthärte von Sabal minor und die charakteristische helle blaugrüne Farbe von Sabal mexicana abstammt. Da aber mehrere Sabal-Arten auf diesem Gebiet vorkommen, sind mehrere Kreuzungen möglich. Leider sind keine weiteren Informationen über die Arten der Hybriden  bekannt. Nicht-wissenschaftlich wird Sabal x brazoriensis auch Sabal x texensis genannt.

## Verbreitung
Bisher ist ein Vorkommen von etwa 300 Exemplaren von Sabal ×brazoriensis nur im Brazoria County im San Bernard National Wildlife Refuge südlich von Houston in Texas bekannt.

## Taxonomie
Sabal ×brazoriensis wurde 2011 von Douglas H. Goldman, Landon Johnson Lockett und Robert William Read in Phytotaxa Band 27 Seite 20 erstbeschrieben.